# Puyméras
Puyméras – miejscowość i gmina we Francji, w regionie Prowansja-Alpy-Lazurowe Wybrzeże, w departamencie Vaucluse.
Według danych na rok 1990 gminę zamieszkiwało 537 osób, a gęstość zaludnienia wynosiła 37 osób/km² (wśród 963 gmin regionu Prowansja-Alpy-W. Lazurowe Puyméras plasuje się na 472. miejscu pod względem liczby ludności, natomiast pod względem powierzchni na miejscu 607).

## Populacja

Populacja Puyméras w latach 1962-2008